# 圣伯多禄圣殿 (科尔多瓦)

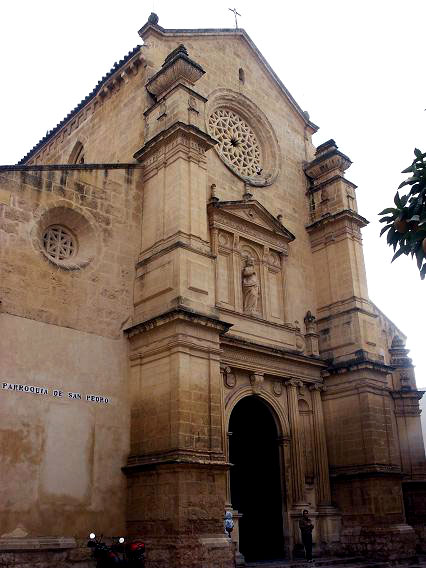
圣伯多禄堂

圣伯多禄堂（Basílica de San Pedro）是西班牙南部城市科尔多瓦的一座罗马天主教教堂，供奉圣伯多禄，位于同名的广场上。

## 历史
该教堂被认为是建立在公元4世纪保存科尔多瓦殉道者 Januarius, Martial 和 Faustus遗体的建筑遗址之上。它是费尔南多三世在1236年征服该市后，在这个曾经的穆斯林首都修建的十二座天主教教堂之一。
该建筑目前的外观主要是后来改建的结果。部分钟楼和两个中世纪大门保存了下来，1542年增加了一个新的大门。
2006年，该堂由教宗本笃十六世升格为宗座圣殿。